# Station Latour
Station Latour is een voormalig (goederen)spoorwegstation aan spoorlijn 165 in Latour, een deelgemeente van de Belgische gemeente Virton. Het station met telegrafische code MUT werd in 1922 geopend en op 3 juni 1984 voor reizigers en in 1991 voor goederen gesloten. Ook het naburige station Chenois-Latour werd vanuit dit station beheerd.
0,0: Libramont ·
2,5: Recogne ·
3,8: Neuvillers ·
7,5: Rossart ·
12,2: Bertrix ·
16,1: Orgéo ·
17,6: Saint-Médard ·
20,6: Straimont ·
25,5: Les Épioux ·
30,7: Lacuisine ·
32,5: Florenville ·
36,2: Pin ·
37,7: Izel ·
40,0: Jamoigne ·
43,5: Saint-Vincent-Bellefontaine ·
46,9: Lahage ·
50,8: Meix-devant-Virton ·
53,5: Houdrigny ·
57,2: Virton ·
59,6: Chenois-Latour ·
62,9: Latour ·
63,7: Ruette ·
65,1: Saint-Remy ·
67,6: Signeulx ·
70,1: Baranzy ·
72,0: Musson ·
74,6: Halanzy ·
78,9: Aubange ·
81,9: Athus